# 유로넥스트 브뤼셀

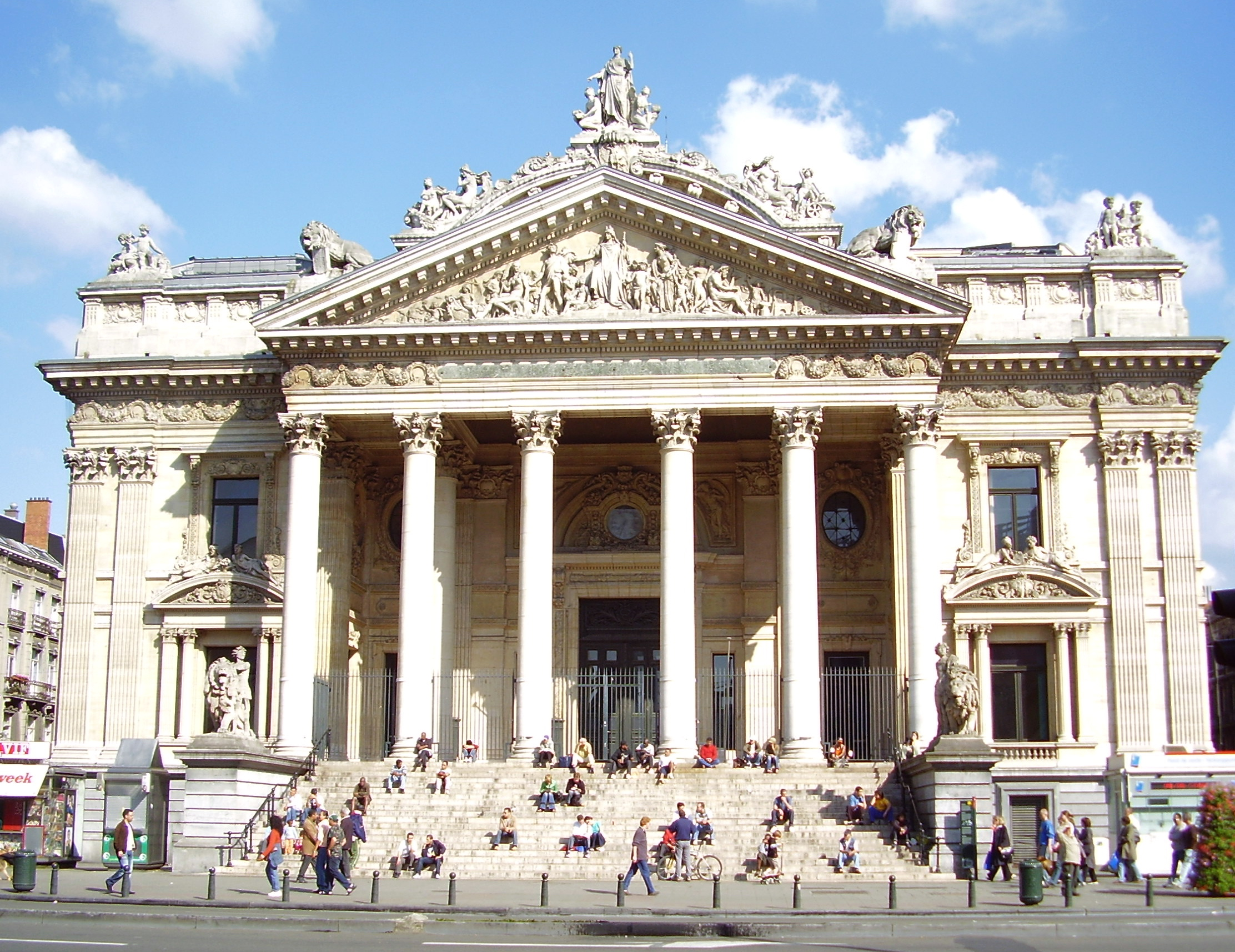

유로넥스트 브뤼셀(Euronext Brussels)은 벨기에 브뤼셀에 위치한 증권거래소이다. 과거에는 브뤼셀 증권거래소(프랑스어: Bourse de Bruxelles, 네덜란드어: Beurs van Brussel)라고 불렸다. 2000년 9월 22일에 암스테르담 증권거래소와 파리 증권거래소와 병합하면서 현재의 이름이 되었다.